# マテウス・ニコラウ
マテウス・ニコラウ（Matheus Nicolau、1993年1月6日 - ）は、ブラジルの男性総合格闘家。ミナスジェライス州ベロオリゾンテ出身。ジャクソン・ウィンクMMA/イーMMA所属。

## 来歴

### 総合格闘技
2010年、17歳でプロ総合格闘技デビュー。ローカル団体で12戦10勝1分の戦績を残す。

### The Ultimate Fighter
2015年3月、リアリティ番組「The Ultimate Fighter」のブラジル4に参加し、マウリシオ・ショーグン率いるチーム・ショーグンに所属。バンタム級トーナメント1回戦でマテウス・バスコと対戦し、リアネイキドチョークで1R一本勝ち。続く準々決勝でレジナルド・ヴィエイラと対戦し、3-0の判定勝ち。続く準決勝でディレノ・ロペスと対戦し、0-3の判定負け。

### UFC
2015年11月7日、UFC本戦初出場となったUFC Fight Night: Belfort vs. Henderson 3でブルーノ・コリアと対戦し、ジャパニーズ・ネクタイで3R一本勝ち。
2016年7月8日、The Ultimate Fighter 23 Finaleでフライ級ランキング6位のジョン・モラガと対戦し、2-1の判定勝ち。
2017年12月30日、UFC 219でフライ級ランキング13位のルイス・スモルカと対戦し、3-0の判定勝ち。
2017年3月29日、米国アンチドーピング機関（USADA）が2016年10月13日に実施した競技外抜き打ち検査で、ニコラウからアナストロゾールの陽性反応が検出されたため1年間の出場停止を科した。
2018年7月28日、UFC on FOX 30でフライ級ランキング9位のダスティン・オーティスと対戦し、右ハイキックでダウンを奪われパウンド1RKO負け。この試合を最後にUFCからリリースされた。

### UFCリリース後
2019年5月24日、Future FC 5でアラン・ガブリエルと対戦し、ジャパニーズ・ネクタイで1R一本勝ち。同年8月30日、Brave CF 25でフェリペ・エフレインと対戦し、3-0の判定勝ち。

### UFC復帰
2021年3月13日、UFC復帰初戦となったUFC Fight Night: Edwards vs. Muhammadで元RIZINバンタム級王者のマネル・ケイプと対戦し、2-1の判定勝ち。
2021年10月9日、UFC Fight Night: Dern vs. Rodriguezでフライ級ランキング9位のティム・エリオットと対戦し、3-0の判定勝ち。
2022年3月26日、UFC on ESPN: Blaydes vs. Daukausでフライ級ランキング10位のダビッド・ドボジャークと対戦し、3-0の判定勝ち。
2022年12月3日、UFC on ESPN: Thompson vs. Hollandでフライ級ランキング7位のマット・シュネルと対戦し、右フックでダウンを奪いパウンドで2RKO勝ち。
2023年4月15日、UFC on ESPN: Holloway vs. Allenでフライ級ランキング4位のブランドン・ロイバルと対戦し、右膝蹴りでダウンを奪われグラウンドの肘打ち連打で1RKO負け。
2024年4月27日、UFC on ESPN: Nicolau vs. Perezでフライ級ランキング8位のアレックス・ペレスと対戦し、右フックで2RKO負け。
2024年10月19日、UFC Fight Night: Hernandez vs. Pereiraでフライ級ランキング14位のアスー・アルマバイエフと対戦し、0-3の判定負け。3連敗となり、この試合を最後にUFCからリリースされた。

## 人物・エピソード
- 同じく総合格闘家のルアナ・ピニェーロと交際している[14]。

## 戦績
| 総合格闘技 戦績 | 総合格闘技 戦績 | 総合格闘技 戦績 | 総合格闘技 戦績 | 総合格闘技 戦績 | 総合格闘技 戦績 | 総合格闘技 戦績 |
| --------------- | --------------- | --------------- | --------------- | --------------- | --------------- | --------------- |
| 25 試合         | (T)KO           | 一本            | 判定            | その他          | 引き分け        | 無効試合        |
| 19 勝           | 5               | 5               | 9               | 0               | 1               | 0               |
| 5 敗            | 4               | 0               | 1               | 0               | 1               | 0               |

| 勝敗 | 対戦相手                             | 試合結果                                      | 大会名                                                        | 開催年月日     |
| ×    | アスー・アルマバイエフ               | 5分3R終了 判定0-3                             | UFC Fight Night: Hernandez vs. Pereira                        | 2024年10月19日 |
| ×    | アレックス・ペレス                   | 2R 2:16 KO（右フック）                        | UFC on ESPN 55: Nicolau vs. Perez                             | 2024年4月27日  |
| ×    | ブランドン・ロイバル                 | 1R 2:09 KO（右膝蹴り→グラウンドの肘打ち連打） | UFC on ESPN 44: Holloway vs. Allen                            | 2023年4月15日  |
| ○    | マット・シュネル                     | 2R 1:44 KO（右フック→パウンド）               | UFC on ESPN 42: Thompson vs. Holland                          | 2022年12月3日  |
| ○    | ダビッド・ドボジャーク               | 5分3R終了 判定3-0                             | UFC on ESPN 33: Blaydes vs. Daukaus                           | 2022年3月26日  |
| ○    | ティム・エリオット                   | 5分3R終了 判定3-0                             | UFC Fight Night: Dern vs. Rodriguez                           | 2021年10月9日  |
| ○    | マネル・ケイプ                       | 5分3R終了 判定2-1                             | UFC Fight Night: Edwards vs. Muhammad                         | 2021年3月13日  |
| ○    | フェリペ・エフレイン                 | 5分3R終了 判定3-0                             | Brave CF 25                                                   | 2019年8月30日  |
| ○    | アラン・ガブリエル                   | 1R 1:18 ジャパニーズ・ネクタイ                | Future FC 5                                                   | 2019年5月24日  |
| ×    | ダスティン・オーティス               | 1R 3:49 KO（右ハイキック→パウンド）           | UFC on FOX 30: Alvarez vs. Poirier 2                          | 2018年7月28日  |
| ○    | ルイス・スモルカ                     | 5分3R終了 判定3-0                             | UFC 219: Cyborg vs. Holm                                      | 2018年1月9日   |
| ○    | ジョン・モラガ                       | 5分5R終了 判定2-1                             | The Ultimate Fighter 23 Finale                                | 2016年7月8日   |
| ○    | ブルーノ・コリア                     | 3R 3:27 ジャパニーズ・ネクタイ                | UFC Fight Night: Belfort vs. Henderson 3                      | 2015年11月7日  |
| ○    | デリナウド・ゲーラ・ダ・シウバ       | 2R 4:35 KO（パンチ）                          | Shooto Brazil 49                                              | 2014年8月24日  |
| ○    | ペドロ・アルーダ                     | 1R 2:49 KO（パンチ）                          | Brazil Fight 8                                                | 2014年6月6日   |
| ○    | ヴァンダレイ・カルヴァーリョ・レイチ | 5分3R終了 判定3-0                             | Shooto Brazil 45                                              | 2013年12月20日 |
| ×    | ペドロ・ノブレ                       | 1R 3:11 TKO（パンチ連打）                     | Bitetti Combat 13 【BitettiCombatフライ級トーナメント決勝戦】 | 2012年12月9日  |
| ○    | デニソン・シウバ                     | 5分2R終了 判定3-0                             | Bitetti Combat 13 【BitettiCombatフライ級トーナメント準決勝】 | 2012年12月9日  |
| ○    | ラリー・バルガス                     | 3R 4:09 KO（右アッパー）                      | Brasil Fight 6                                                | 2012年9月21日  |
| ○    | ギルバート・ディアス                 | 5分3R終了 判定3-0                             | Shooto Brazil 31                                              | 2012年6月29日  |
| ○    | マイケル・ダボビル                   | 1R 三角絞め                                   | Lions FC 2                                                    | 2012年3月12日  |
| ○    | ダミアン・ピギエラ                   | 2R 4:26 肩固め                                | Lions FC                                                      | 2011年10月15日 |
| △    | ラリー・バルガス                     | 5分3R終了 判定ドロー                          | Brazil Fight 5                                                | 2011年9月3日   |
| ○    | フェルナンド・シウバ                 | 2R TKO（ドクターストップ）                    | Brazil Fight 4                                                | 2011年4月9日   |
| ○    | ペドロ・アウベス・チャリータ         | 1R 1:35 リアネイキドチョーク                  | Pedro Leopoldo Extreme Fight                                  | 2010年8月7日   |